# 갈말읍
갈말읍(葛末邑)은 대한민국 강원특별자치도 철원군의 군청 소재지인 읍이다. 서울과 연결되는 국도 제43호선이 지나기 때문에 교통의 요충지이다.
철원읍에서 철원군청이 이전하여 이를 중심으로 시가지가 형성되었고, 군청이 있는 신철원리와 그 주변인 지포리 일대를 신철원(新鐵原)이라고 부른다.

## 연혁
- 1945년 9월 2일 : 미국과 소련이 38선을 경계로 한반도를 분할 점령함으로써 전 지역이 소련군정 관할 아래 들아갔다.
- 1953년 7월 27일 : 한국 전쟁의 정전협정으로 갈말면 전부가 수복(收復)되었다.
- 1972년 12월 28일 : 평강군 중 유일하게 군사분계선 이남에 위치한 평강군 남면 정연리가 갈말면에 편입되었다.[1]
- 1979년 5월 1일 : 갈말면이 갈말읍으로 승격하였다.[2] (3읍 8면)

## 행정 구역
| 법정리   | 한자명   | 행정리                                      | 비고                 |
| -------- | -------- | ------------------------------------------- | -------------------- |
| 신철원리 | 新鐵原里 | 신철원1리, 신철원2리, 신철원3리, 신철원4리  | 읍사무소 소재지      |
| 지포리   | 芝浦里   | 지포1리, 지포2리, 지포3리                   |                      |
| 강포리   | 江浦里   | 강포리                                      |                      |
| 군탄리   | 軍炭里   | 군탄1리, 군탄2리, 군탄3리                   |                      |
| 문혜리   | 文惠里   | 문혜1리, 문혜2리, 문혜3리, 문혜4리, 문혜5리 |                      |
| 내대리   | 內垈里   | 내대1리, 내대2리                            |                      |
| 지경리   | 地境里   | 지경리                                      |                      |
| 토성리   | 土城里   | 토성리                                      |                      |
| 상사리   | 上絲里   | 상사리                                      |                      |
| 동막리   | 東幕里   | 동막리                                      |                      |
| 정연리   | 亭淵里   | 정연리                                      | 평강군 남면에서 편입 |

- 강포리 : 강포리는 1914년 지포리에 편입되었다가 1956년 방축리, 서자곡, 안말을 병합하여 강포리가 다시 신설되었다.
- 군탄리 : 군탄리는 조선시대의 중요한 교통로의 풍전역으로, 이곳에서 일하던 군졸들이 마시는 술막이 있어서 "군역술막(구술막)"이라 불렸다. 주막은 다른 이름으로 탄막이라고도 불렸기 때문에 군역술막의 '군'자와 술막의 '탄'자를 따서 만든 이름이다. 1914년 행정구역 통폐합에 따라 풍전,벌말,동온동을 병합하여 지금의 군탄리가 되었다.
- 내대리 : 내대리는 본래 주위의 산허리 안쪽에 형성된 마을이라 하여 "안터"라고 불렸는데, 1914년 행정구역 통폐합에 따라 석담,포리를 병합하여 지금의 내대리가 되었다.
- 동막리 : 동막리는 독을 만드는 도요지와 막이 있었으므로 대점동, 독말 또는 동막이라고 불렸다는 설과 궁예시 군사요새지로 병영의 막을 동편에 설치했던 곳이라 동막이라는 설이 전해오고 있다.
- 문혜리 : 문혜리는 1914년 행정구역 통폐합에 따라 문현리, 지혜리 일부와 대동, 능곡, 논골, 새말, 토기점지석, 엄음성, 평촌, 삼셍이 등을 병합할 때 문현의 '문'자와 지혜의 '혜'자를 따서 문혜리라 하였다. 또는 문혜리의 옛 이름이 당시 김화와 함경도로 가는 관문인 문고개가 이곳에 있어 여기를 지나는 사람에게 문을 열어주었다 하여 문열이(문여리)였다는 유래도 전해오고 있다.
- 상사리 : 상사리는 본래 이 곳에서 누에와 상전이 많았던 곳으로 위실, 아랫실로 불렸다. 1914년 행정구역 통폐합에 따라 소후동, 내동, 외동, 송호동을 병합하여 지금의 상사리가 되었다.
- 신철원리 : 신철원리는 원래 지포리에 속했던 곳인데 1954년 수복이후 철원읍에 있던 철원군청을 이 곳에 설치했다. 철원군 설치 이후 인구가 늘어나고 지포리의 범위가 넓어져 1956년 지포리와 신철원리로 분할했다.
- 정연리 : 정연리는 1945년 광복으로 평강군 남면에 속한 지역이었다. 38선 이북지역에 속해 소련군정 관할이 되었다가 한국 전쟁으로 1953년 휴전이 성립되면서 정연리 일부지역이 대한민국 관할이 되었다. 1954년 수복지구임시조치법의 시행에 따라 군정으로부터 행정권을 철원군에 인수하면서 1972년 평강군 남면 정연리가 철원군 갈말읍에 편입되었다.
- 지경리 : 지경리는 원래 철원군 갈말읍 지역으로 김화군 서면 지경리에 있어 지경대라 하였는데, 1914년 행정구역 통폐합에 따라 토성리에 편입되었다. 1956년 3월 26일 갈곡, 불당곡, 신촌을 병합해 토성리에서 분리, 지금의 지경리가 되었다.
- 지포리 : 지포리는 본래 한탄강의 지류가 되므로 지설개라 하였다. 1914년 행정구역 통폐합에 따라 방축리, 서자곡, 느치, 용화동을 병합하여 지포리라 하였다. 1956년 군청소재지로 지포리의 인구가 증가됨에 따라 방축리, 서자곡을 합하여 강포리로, 느치, 용화동을 합하여 신철원리로 분리하였다.
- 토성리 : 토성리는 동쪽 농경지 한 가운데 성축된 토성이 있어 그 후 사람들에게 토성리 또는 토세이로 불리고 있다. 1914년 행정구역 통폐합으로 상토동,중토동,하토동,갈골,분당골,지경터를 병합해 토성리가 되었는데, 1956년 갈골, 불당골, 지경터가 지경리로 분리되고 지금에 이르고 있다.

## 주요 기관

### 교육 기관
- 신철원고등학교
- 신철원중학교
- 신철원초등학교
  - 용화분교장(폐교) : 갈말읍 신철원리 73-3
- 강포초등학교(폐교) : 갈말읍 강포리 81-4
- 정연초등학교(폐교) : 갈말읍 정연리 1161
- 문혜초등학교
- 내대초등학교
- 토성초등학교